# الدوري البلجيكي الممتاز 1911-12
الدوري البلجيكي الممتاز 1911-12 (بالفرنسية: Championnat de Belgique de football 1911-1912)‏ هو الموسم 17 من  الدوري البلجيكي الممتاز. أقيم بتاريخ 17 سبتمبر 1911، والذي يشرف على تنظيمه الاتحاد الملكي البلجيكي لكرة القدم، وكان عدد الأندية المشاركة فيه  12، وفاز فيه دارينغ مولينبيك.